# نكات أنديزي
النكات الأنديزي (الاسم العلمي:Recurvirostra andina) هو نوع من الطيور يتبع جنس النكات من الفصيلة النكاتيات.